# Sitticus subadultus
Sitticus subadultus là một loài nhện trong họ Salticidae.
Loài này thuộc chi Sitticus. Sitticus subadultus được Dönitz & Embrik Strand miêu tả năm 1906.